# Anhua Gao
Anhua Gao (Nanchino, 1949) è una scrittrice cinese naturalizzata britannica autrice di To The Edge of the Sky. Quest'ultimo, pubblicato nel 2000 e divenuto bestseller, è un resoconto della sua vita e quella della sua famiglia nella Cina maoista, dal 1926 fino alla fuga in Occidente nel 1994.

## Biografia e carriera
Nata nello Shandong, Anhua è figlia di due veterani comunisti entrambi alti ufficiali dell'Esercito Popolare di Liberazione. I due morirono quando la scrittrice era solo una bambina, a causa degli effetti combinati della malnutrizione e di cure mediche inadeguate. Dopo la loro morte, i genitori di Anhua furono acclamati come martiri della rivoluazione dal governo maoista, e questo titolo protesse la bambina ed i suoi fratelli dagli effetti peggiori della rivoluzione culturale.
Da piccola, Anhua era una studentessa diligente, e l'influenza dei suoi genitori le permise di divenire una Giovane Pioniera e successivamente una Guardia Rossa. Da adolescente durante la rivoluzione culturale, si unì all'esercito di liberazione per evitare di essere spedita nelle campagne per la campagna di riforme attuata con il lavoro forzato, quello che poi sarebbe stato il destino di milioni di giovani uomini e donne cinesi la cui unica colpa era di provenire da famiglie istruite. La giovane Anhua rese un servizio eccellente nell'esercito, fin quando non fu denunciata da sua sorella come "borghese decadente" e fu quindi congedata. Fu mandata a lavorare in una fabbrica di elettronica, fin quando non contrasse la sindrome di Menière. È stata vittima di abusi domestici da parte del marito, poi incarcerata e perseguitata dalla polizia di sicurezza cinese. Nel 1994 riuscì a fuggire in Inghilterra, dove andò a vivere con il marito inglese, che aveva conosciuto attraverso una corrispondenza scritta iniziata dopo aver letto un annuncio nella rivista britannica Saga.
Nel 2000, da cittadina britannica, Anhua ha pubblicato To the Edge of the Sky, biografia della sua vita sotto il regime di Mao, dichiarando che "voleva che il mondo conoscesse la verità sulla Cina".
Attualmente vive e lavorare in Gran Bretagna.
| Controllo di autorità | VIAF (EN) 85323406 · ISNI (EN) 0000 0000 7909 1208 · Europeana agent/base/112580 · LCCN (EN) no00071752 · GND (DE) 111106153X · J9U (EN, HE) 987007404806605171 |